# Колпакі (Підляське воєводство)
Колпакі (пол. Kołpaki) — село в Польщі, у гміні Заблудів Білостоцького повіту Підляського воєводства.
Населення — 28 осіб (2011).
У 1975-1998 роках село належало до Білостоцького воєводства.

## Демографія
Демографічна структура станом на 31 березня 2011 року:
|          | Загалом | Допрацездатний вік | Працездатний вік | Постпрацездатний вік |
| -------- | ------- | ------------------ | ---------------- | -------------------- |
| Чоловіки | 16      | 3                  | 13               | 0                    |
| Жінки    | 12      | 1                  | 10               | 1                    |
| Разом    | 28      | 4                  | 23               | 1                    |